# كازيميرز تواردوفسكي
كان كازيميرز جيرزي سكرزيبنا تواردوفسكي (20 أكتوبر 1866 - 11 فبراير 1938) فيلسوفًا بولنديًا، وعالم نفس، وعالم منطق، ورئيس جامعة لفيف. كان في بادئ الأمر منتسبًا إلى مدرسة غراتس لنظرية الأشياء، التابعة لألكسيوس مينونغ.

## مسيرته الأكاديمية
مُنحت عائلة تواردوفسكي شعار أوغونتشيك البولندي للنبالة.
درس تواردوفسكي الفلسفة في جامعة فيينا تحت فرانز برنتانو وروبرت فون تسيمرمان. حصل على الدكتوراه في عام 1891 عن أطروحته (الفكرة والإدراك).
نشر تواردوفسكي في عام 1894 كتابًا بعنوان حول دراسة مضمون الطرح وموضوعه. ألّف الكتاب بين عامي 1891 و1893، على الرغم من إعادة نشر مقتطفات منه تحت عنوان حول مضمون التمثيلات وموضوعها، وهو نص مبكر عن علم العلامات.
جاء تواردوفسكي بالعديد من الأفكار الجديدة المتعلقة بما وراء الفلسفة.
حاضر في جامعة فيينا في عامي 1894 و1895.
عُين في عام 1895 أستاذًا في جامعة لفيف الوطنية (ليمبرغ سابقًا في غاليسيا النمساوية، لفيف الآن في أوكرانيا). كان محاضرًا متميزًا، وكان أيضًا عميدًا لجامعة لفيف خلال الحرب العالمية الأولى. سرعان ما أسس تواردوفسكي مدرسة لفيف – وارسو للمنطق وأصبح «أبو المنطق البولندي». كان من بين طلابه علماء المنطق ستانيسلاف ليسنيوسكي، ويان لوكاسيفيتش، وتاديوس تشيزوفسكي، وعالم النفس فلاديسلاف ويتويكي، ومؤرخ الفلسفة فلاديسلاف تاتاركيفيتش، وعالم الظواهر وفلسفة الجمال رومان إنغاردن، بالإضافة إلى فلاسفة مقربين لدائرة تجريبيي فيينا مثل تاديوس كوتاربينسكي وكازيمييرز أيدوكييفتش. كما أنشأ تواردوفسكي الجمعية الفلسفية البولندية في عام 1904، وأول مختبر لعلم النفس التجريبي في بولندا في عام 1907، ومجلة روتش فيلوزوفيتشني في عام 1911.
تقاعد رسميًا في عام 1930.

## عمله
يدعو تواردوفسكي، في كتابه حول مضمون الطرح وموضوعه الصادر عام 1894 (والمعروف أيضًا باسم حول دراسة مضمون الطرح وموضوعه)، إلى التمييز بين المضمون والموضوع في إطار نظرية القصدية لمعلمه فرانز برنتانو. ينقسم العقل وفقًا له إلى قسمين رئيسيين: الأفعال أو الظواهر العقلية، والظاهرة الجسدية. يهدف فعل التمثيل العقلي مثلًا إلى الطرح. هذا ما أسماه «القصدية»، أو الارتباطية. فكل فعل يدور حول شيء ما، ولكن أيضًا كل طرح يسير جنبًا إلى جنب مع فعل الطرح.
تعاني هذه النظرية من مشكلة وهي عدم وضوح معنى الطرح بالضبط. هل الطرح شيء في العقل فقط، أم أنه موجود أيضًا في العالم كموضوع؟ يقول تواردوفسكي أن الطرح يُستخدم أحيانًا ليُراد به موضوع موجود في العالم وأحيانًا أخرى ليُراد به المضمون الجوهري لظاهرة عقلية.
يقدم تواردوفسكي حلًا لهذه المشكلة ويقترح التمييز بين مضمون الطرح وموضوع الطرح.
يقدم تواردوفسكي في كتابه تشبيهًا لتوضيح هذا التمييز. يستخدم فيه مثال اللوحة. يقول الناس عن المشهد أنه مرسوم، ولكن أيضًا عن اللوحة أنها مرسومة. تُستخدم كلمة «لوحة» في الحالة الأولى، بطريقة تعديلية (المناظر الطبيعية المرسومة ليست منظرًا طبيعيًا على الإطلاق)، بينما تُستخدم في الحالة الثانية بطريقة نوعية أو وصفية. يقول تواردوفسكي إن المثال ينطبق على الطرح. المضمون هو اللوحة المرسومة والموضوع هو المشهد المرسوم. يشبه المضمون «الصورة» الحالية في ذهن المرء، ويشبه الموضوع المشهد.

## ببليوجرافيا

### ترجمات أعماله
- حول مضمون الطرح وموضوعه. تحقيق نفسي. لاهاي: مارتينوس نيهوف 1977. ترجمة ومقدمة لراينهارت غروسمان.
- حول الإجراءات والمنتجات وموضوعات أخرى في الفلسفة. تحرير يوهانس براندل وجان وولينسكي. أمستردام: رودوبي 1999. ترجمة وتعليق آرثر شيليفيتش.
- حول التحيزات والأحكام ومواضيع أخرى في الفلسفة. تحرير آنا بروسيك إي جاسيك جاداكي. أمستردام: رودوبي 2014.
- حول المواضيع القصدية (1893–1901). باريس: فرين 1993. ترجمة إدموند هوسرل إلى الفرنسية من كتاب حول عقيدة محتوى وموضوع الأفكار إلى جانب نصوص أخرى.